# Arquidiócesis de Bobo-Dioulasso
La arquidiócesis de Bobo-Dioulasso (en latín: Archidioecesis Bobodiulassensis y en francés: Archidiocèse de Bobo-Dioulasso) es una circunscripción eclesiástica de la Iglesia católica en Burkina Faso. Se trata de una arquidiócesis latina, sede metropolitana de la provincia eclesiástica de Bobo-Dioulasso. Desde el 13 de noviembre de 2010 su arzobispo es Paul Yembuado Ouédraogo.

## Territorio y organización
La arquidiócesis tiene 24 415 km² y extiende su jurisdicción sobre los fieles católicos de rito latino residentes en las provincias de Kénédougou y de Houet de la región Hauts-Bassins .
La sede de la arquidiócesis se encuentra en la ciudad de Bobo-Dioulasso, en donde se halla la Catedral de Nuestra Señora de Lourdes.
La arquidiócesis tiene como sufragáneas a las diócesis de: Banfora, Dédougou, Diébougou, Gaoua y Nouna.
En 2022 en la arquidiócesis existían 22 parroquias.

## Historia
La prefectura apostólica de Bobo-Dioulasso fue erigida el 15 de diciembre de 1927 con el breve Expedit del papa Pío XI, obteniendo el territorio de los vicariatos apostólicos de Bamako (hoy arquidiócesis de Bamako) y de Uagadugú (hoy arquidiócesis de Uagadugú).
El 9 de marzo de 1937 la prefectura apostólica fue elevada a vicariato apostólico con la bula Ad Christi regnum del papa Pío XI.
El 9 de junio de 1942 cedió una parte de su territorio para la erección de la prefectura apostólica de Gao (hoy diócesis de Mopti) mediante la bula Quo Missionum del papa Pío XII.
El 12 de junio de 1947 cedió otra parte de su territorio para la erección de la prefectura apostólica de Sikasso (hoy diócesis de Sikasso) mediante la bula In dominicis agris del papa Pío XII.
El 18 de octubre de 1951 cedió una porción de su territorio a la prefectura apostólica de Nouna (hoy diócesis de Dédougou) mediante bula Quae ad Christi del papa Pío XII.
El 14 de septiembre de 1955 el vicariato apostólico fue elevado a diócesis con la bula Dum tantis del papa Pío XII. Originalmente fue sufragánea de la arquidiócesis de Uagadugú.
El 18 de octubre de 1968 cedió una porción de su territorio para la erección de la diócesis de Diébougou mediante la bula Evangelicae voces del papa Pablo VI.
El 27 de junio de 1998 cedió otra porción de su territorio para la erección de la diócesis de Banfora mediante la bula Cum suo tempore del papa Juan Pablo II.
El 5 de diciembre de 2000 la diócesis fue elevada al rango de arquidiócesis metropolitana con la bula Afrorum ecclesiales del papa Juan Pablo II.

## Estadísticas
Según el Anuario Pontificio 2023 la arquidiócesis tenía a fines de 2022 un total de 219 000 fieles bautizados.
| Año                                                                             | Población            | Población | Población      | Sacerdotes | Sacerdotes    | Sacerdotes    | Bautizados por sacerdote | Diáconos permanentes | Religiosos | Religiosos | Parroquias |
| Año                                                                             | Bautizados católicos | Total     | % de católicos | Total      | Clero secular | Clero regular | Bautizados por sacerdote | Diáconos permanentes | Varones    | Mujeres    | Parroquias |
| ------------------------------------------------------------------------------- | -------------------- | --------- | -------------- | ---------- | ------------- | ------------- | ------------------------ | -------------------- | ---------- | ---------- | ---------- |
| 1950                                                                            | 21 107               | 662 700   | 3.2            | 42         | 1             | 41            | 502                      |                      | 13         | 34         | 6          |
| 1957                                                                            | 33 744               | 590 411   | 5.7            | 66         | 3             | 63            | 511                      |                      | 29         | 64         | 12         |
| 1970                                                                            | 23 380               | 409 262   | 5.7            | 65         | 9             | 56            | 359                      |                      | 111        | 85         | 9          |
| 1980                                                                            | 33 989               | 602 000   | 5.6            | 70         | 17            | 53            | 485                      |                      | 86         | 125        | 13         |
| 1990                                                                            | 55 509               | 845 000   | 6.6            | 63         | 26            | 37            | 881                      |                      | 59         | 136        | 19         |
| 1999                                                                            | 80 502               | 898 586   | 9.0            | 62         | 43            | 19            | 1298                     |                      | 52         | 178        | 10         |
| 2000                                                                            | 81 220               | 899 022   | 9.0            | 68         | 43            | 25            | 1194                     |                      | 64         | 157        | 10         |
| 2001                                                                            | 82 434               | 920 152   | 9.0            | 72         | 48            | 24            | 1144                     |                      | 76         | 174        | 10         |
| 2002                                                                            | 83 745               | 925 002   | 9.1            | 71         | 43            | 28            | 1179                     |                      | 80         | 226        | 12         |
| 2003                                                                            | 86 846               | 922 025   | 9.4            | 78         | 51            | 27            | 1113                     |                      | 66         | 178        | 12         |
| 2004                                                                            | 86 919               | 925 025   | 9.4            | 80         | 51            | 29            | 1086                     |                      | 73         | 194        | 12         |
| 2006                                                                            | 99 240               | 1 014 000 | 9.8            | 84         | 55            | 29            | 1181                     |                      | 61         | 188        | 14         |
| 2012                                                                            | 155 000              | 1 284 000 | 12.1           | 82         | 62            | 20            | 1890                     |                      | 89         | 192        | 17         |
| 2015                                                                            | 212 000              | 1 766 329 | 12.0           | 105        | 78            | 27            | 2019                     |                      | 106        | 222        | 16         |
| 2018                                                                            | 206 970              | 1 930 114 | 10.7           | 119        | 85            | 34            | 1739                     |                      | 90         | 222        | 21         |
| 2020                                                                            | 219 200              | 2 043 600 | 10.7           | 66         | 66            |               | 3321                     |                      | 37         | 223        | 21         |
| 2022                                                                            | 219 000              | 2 052 145 | 10.7           | 98         | 64            | 34            | 2234                     |                      | 69         | 224        | 22         |
| Fuente: Catholic-Hierarchy, que a su vez toma los datos del Anuario Pontificio. |                      |           |                |            |               |               |                          |                      |            |            |            |

## Episcopologio
- Césaire-Jean-Hippolyte Esquerre, M.Afr. † (11 de enero de 1928-18 de junio de 1934 renunció)
- Marcello Paternôt, M.Afr. † (26 de octubre de 1934-1937 renunció)
- Louis-Joseph-Ephrem Groshenry, S.M.A. † (17 de junio de 1937-15 de mayo de 1941 renunció)
- André-Joseph-Prosper Dupont, M.Afr. † (8 de julio de 1941-12 de diciembre de 1974 renunció)
- Anselme Titianma Sanon (12 de diciembre de 1974-13 de noviembre de 2010 renunció)
- Paul Yembuado Ouédraogo, desde el 13 de noviembre de 2010